# تی-مینوس (تهیه‌کننده موسیقی)
تایلر ماتیو کارل ویلیامز (به انگلیسی: Tyler Mathew Carl Williams) (متولد ۲۵ فوریه ۱۹۸۸)، معروف به تی-مینوس (به انگلیسی: T-Minus) تهیه‌کننده موسیقی کانادایی است. او ترانه‌های زیادی را تولید کرده و با بسیاری از هنرمندان مشهور از جمله امینم، دریک، نیکی میناژ، د ویکند، کندریک لامار، کامیلا کبیو، تراویس اسکات، جاستین بیبر، بِلی، ایسپ راکی، بیگ شان، دی‌جی خالد، تو چینز، لانا دل ری، سیا، جی کول و سایر هنرمندان همکاری کرده‌است. او یکی از طولانی‌ترین و متداول‌ترین همکاران دریک است که در ساخت ترانه‌هایی همچون مانند HYFR ,The Motto، کاری کن بهت افتخار کنم و Blem همکاری کرده‌است.
وی بیش از ۲۰ جایزه و نامزدی از جمله گرمی، گواهینامه‌های پلاتین و بهترین تولیدکننده بی‌ام‌آی را به دست آورده‌است.

## اوایل زندگی
تی-مینوس برای اولین بار به عنوان یک دانش‌آموز در دبیرستان پیکرینگ تجربه موسیقی را آغاز کرد. او می‌گوید: من همیشه موسیقی را دوست داشتم. من قبلاً طبل می‌زدم، بنابراین همیشه به این شکل به موسیقی علاقه‌مند شده‌ام. پس از چند سال نشستن در درام کیت، او تصمیم گرفت که ریتم‌های خود را بسازد، بنابراین او از ۱۵ سالگی یک برنامه ایستگاه کاری صوتی دیجیتال به نام اف‌ال استودیو بارگیری کرد و به سرعت کل آهنگ‌ها را ایجاد کرد.